# 内田幹樹
内田幹樹（うちだ もとき、1940年 - 2006年12月5日）は、日本の航空会社の元操縦士・機長、小説家、エッセイスト。

## 略歴
1965年に全日本空輸に入社、民間航空機の操縦士、機長、操縦訓練の教官を務める。全日空退社後、フェアリンクの立ち上げに参加。パイロットとして操縦した飛行機はフォッカーフレンドシップ、ボーイング727、YS-11、ボーイング737、ボーイング767、ボーイング747-400、CRJなど。
教官として下地島滞在中に執筆した小説『パイロット・イン・コマンド』を第14回サントリーミステリー大賞（1997年）に応募、優秀作品賞を受賞したのが小説家としてのデビュー。第2作「タイフーン・トラップ　機体消失」では野崎六助氏らから高い評価を受ける。民間航空機のパイロットの目に映る事実や実際の出来事を織り込んで描く航空ミステリー小説、旅客を乗せて飛行機を飛ばした経験を綴るエッセイの著書がある。内田モトキは最初のペンネーム。
2006年12月5日、前立腺癌のため、死去。享年66。

## 著書
- 『パイロット・イン・コマンド』新潮社〈新潮文庫〉、2006年（原著1999年）。ISBN 9784101160443。 （原著 原書房 ISBN 9784562031740） - 第14回サントリーミステリー大賞（1997年）優秀作品賞受賞作
- 『機体消失』〈新潮文庫〉2007年（原著2000年）。ISBN 9784101160450。 （原著 原書房「機体消失 タイフーン・トラップ PILOT IN COMMAND II」ISBN 9784562032792）
- 『機長からアナウンス』〈新潮文庫〉2004年（原著2001年）。ISBN 9784101160412。 （原著 原書房 ISBN 9784562034000）
- 『機長からアナウンス 第2便』〈新潮文庫〉2005年（原著2002年）。ISBN 9784101160429。 （原著 原書房 ISBN 9784562034697）
- 『操縦不能』〈新潮文庫〉2006年（原著2002年）。ISBN 9784101160436。 （原著 原書房「操縦不能 PILOT IN COMMAND III」ISBN 9784562035168）
- 『査察機長』〈新潮文庫〉2008年（原著2005年）。ISBN 9784101160467。 （原著 新潮社 ISBN 9784104776016）
- 『拒絶空港』〈新潮文庫〉2011年（原著2006年）。ISBN 9784101160474。 （原著 原書房 ISBN 9784562040278）